# Corniglio
Corniglio (en dialecte parmesan Cornì) est une commune italienne de la province de Parme, dans la région Émilie-Romagne.

## Administration
| Période                                  | Période | Identité | Étiquette | Qualité |
| ---------------------------------------- | ------- | -------- | --------- | ------- |
|                                          |         |          |           |         |
| Les données manquantes sont à compléter. |         |          |           |         |

### Hameaux
Agna, Ballone, Beduzzo, Bellasola, Bosco, Bosco-Centrale, Braia, Ca'Pussini, Canetolo, Casa Martane, Case Pellinghelli, Centrale Idroelettrica, Cirone, Costa, Costa Venturina, Costalbocco, Curatico, Curatico San Rocco, Favet, Grammatica, La Costa, La Villa, Lago, Marra, Miano, Migliarina, Moretta, Mossale, Mossale Inferiore, Mossale Superiore, Mulino Vecchio, Petrignacola di Sopra, Petrignacola di Sotto, Prella, Pugnetolo, Rivalba, Roccaferrara, Sauna, Sesta Inferiore, Sesta Superiore, Signatico, Sivizzo, Staiola, Torre, Tre Rii, Tufi, Vesta, Vestana Inferiore, Vestana Superiore, Vestola-Ghiare, Villula.

### Communes limitrophes
Bagnone, Berceto, Calestano, Filattiera, Langhirano, Monchio delle Corti, Palanzano, Pontremoli, Tizzano Val Parma.